# Florinda Bolkan
Florinda Bolkan, właśc. Florinda Soares Bulcão (ur. 15 lutego 1941 w Uruburetama) – brazylijska aktorka, reżyserka filmowa i modelka.  

## Życiorys
Urodziła się w Uruburetama w stanie Ceará w północno–wschodniej Brazylii jako najmłodsza z trójki dzieci. Jej matka, Maria Hosana Sousa Bulcão, była pochodzenia indiańskiego, a ojciec, José Pedro Soares Bulcão, był dziennikarzem, historykiem, genealogiem, poetą i politykiem, który w latach 1921–1928 był posłem do parlamentu Ceará. Miała ponad rok, kiedy zmarł jej ojciec. Dorastała w Fortaleza ze starszym rodzeństwem: siostrą Aliną i bratem José Marią. Kilka lat później jej matka wyszła ponownie za mąż, a rodzina zamieszkała w Rio de Janeiro, gdzie mająca wówczas zaledwie 14 lat Florinda rozpoczęła pracę jako sekretarka. Znajomość języka angielskiego i francuskiego oraz doskonała aparycja umożliwiły jej podjęcie pracy jako kontrolerki lotów w brazylijskich liniach lotniczych „Varig” na stanowisku PR. Poznała polskiego szlachcica i przez krótki czas była zaręczona, chociaż jej chęć podróżowania oznaczała, że związek ten nigdy nie będzie trwały. W 1963 odwiedziła Londyn i Paryż. Pracowała jako modelka w Nowym Jorku. W 1965 rozpoczęła studia na Sorbonie. 
W 1967 na zaproszenie włoskich przyjaciół podczas wakacji na wyspie Ischia poznała Luchino Viscontiego, który wprowadził ją do świata filmu. W 1968 osiadła w Rzymie. Na potrzeby swojej kariery filmowej przyjęła nazwisko Florinda Bolkan jako bardziej zrozumiałe dla zachodnioeuropejskiej publiczności. Debiutowała na ekranie w roli Lolity w komedii przygodowej Candy (1968) u boku Ringo Starra i zespołu The Beatles. W 1969 nagrała dwie piosenki – „Metti Una Sera A Cena” i „Oggi Te Ne Vai”.
Jednak dopiero rola Clary Mataro w melodramacie Vittoria De Siki Krótkie wakacje (Una breve vacanza, 1973) stała się dla niej przepustką do światowej kariery.
W swojej długoletniej karierze filmowej zagrała w kilkudziesięciu filmach i serialach telewizyjnych. Na ogół były to filmy włoskie. Zdarzało się jej jednak występować w filmach zaliczanych do klasyki kina światowego u boku gwiazd wielkiego formatu. Jako jedna z czterech włoskich aktorek, obok takich gwiazd jak: Sophia Loren, Claudia Cardinale i Monica Vitti, jest czterokrotną laureatką prestiżowej nagrody David di Donatello, uznawanej we Włoszech za krajowy odpowiednik nagrody Oscara. W 2000 brazylijskim filmem Eu Não Conhecia Tururu zadebiutowała jako reżyserka i scenarzystka. Zagrała w nim również główną rolę.

## Życie osobiste
Przez 20 lat była partnerką życiową hrabiny Mariny Cicogny – wpływowej i bogatej arystokratki włoskiej, producentki filmowej. 

## Filmografia

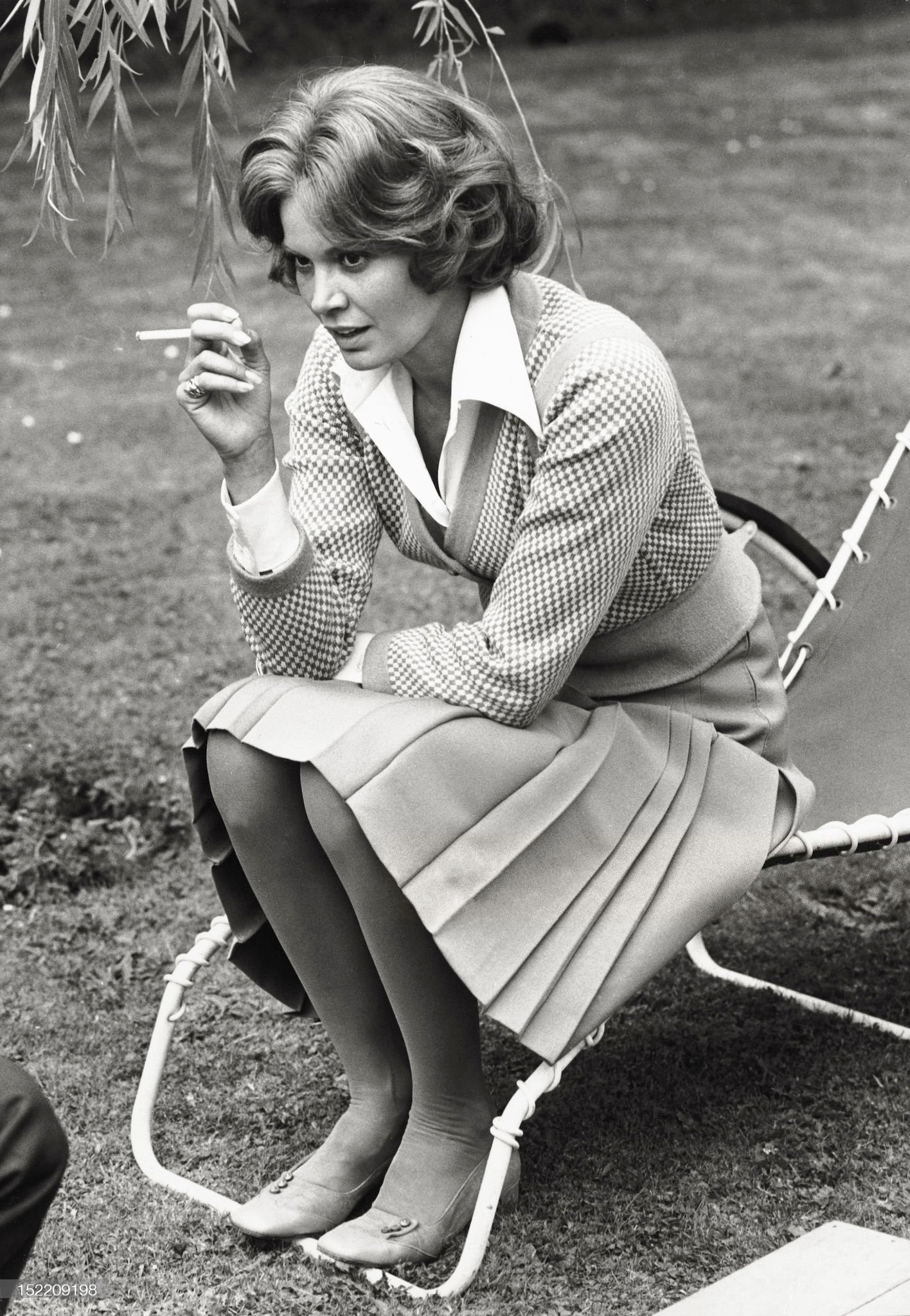
W jednym z włoskich filmów z lat 70. – Cari genitori, u szczytu swojej kariery filmowej

### Filmy
- 1968: Candy jako Lolita
- 1969: Zmierzch bogów  (La caduta degli dei) jako Olga
- 1969: Karabin maszynowy McCaina (Gli intoccabili) jako Joni Adamo
- 1969: Dziewczyna raczej skomplikowana (Una ragazza piuttosto complicata) jako Greta
- 1969: Miłosny krąg (Metti, una sera a cena) jako Nina
- 1969: Złodziej zbrodni (Le voleur de crimes) jako Florinda
- 1969: Detektyw (Un detective) jako Vera Fontana
- 1970: Sezon w piekle (Una stagione all’inferno) jako Gennet
- 1970: Anonimowy wenecjanin (Anonimo veneziano) jako Valeria
- 1970: Śledztwo w sprawie obywatela poza wszelkim podejrzeniem (Indagine su un cittadino al di sopra di ogni sospetto) jako Augusta Terzi
- 1970: I nadszedł dzień czarnych cytryn (E venne il giorno dei limoni neri) jako Rossana Sciortino
- 1971: Jaszczurka w kobiecej skórze (Una lucertola con la pelle di donna) jako Carol Hammond
- 1971: Ostatnia dolina (The Last Valley) jako Erica
- 1971: Spotkanie (Incontro) jako Claudia Ridolfi
- 1972: Prawo do miłości (Le droit d’aimer) jako Helena
- 1972: Nie torturuj kaczuszki (Non si sevizia un paperino) jako Maciara
- 1972: Człowiek godny szacunku (Un uomo da rispettare) jako Anna
- 1973: Krótkie wakacje (Una breve vacanza) jako Clara Mataro
- 1973: Drodzy rodzice (Cari genitori) jako Giulia Bonanni
- 1974: Kariera na zlecenie (Le mouton enragé) jako Flora Danieli
- 1974: Flavia heretyczka (Flavia, la monaca musulmana) jako Flavia Gaetani
- 1975: Ślady (Le orme) jako Alice Campos
- 1975: Fałszywy król (Royal Flash) jako Lola Montez
- 1975: Zamach w Sarajewie (Atentat u Sarajevu) jako Zofia von Hohenberg
- 1976: Zdrowy rozsądek przyzwoitości (Il comune senso del pudore) jako Loredana Davoli
- 1978: Ostatni dom na plaży (La settima donna) jako zakonnica Cristina
- 1978: Śmierć w listopadzie (Die Wölfin vom Teufelsmoor) jako Walpurga
- 1979: Manaos jako Manuela Aranda
- 1983: Legati da tenera amicizia jako Adelaide
- 1983: Woda i mydło (Acqua e sapone) jako Wilma Walsh, matka Sandy
- 1985: Pułapka (La gabbia) jako Hélène
- 1986: Sprawy rodzinne (Affari di famiglia, TV) jako Lina Benetti
- 1988: Niektóre dziewczyny (Some Girls) jako pani D’Arc
- 1988: Więzień Rio (Prisoner of Rio) jako Stella
- 1989: Portaritratto per signora
- 1991: Milionerzy (Miliardi) jako Margherita
- 1994: Zbrodnia z pasji (Delitto passionale) jako Julia Yancheva
- 1995: Cień faraona (L’ombre du pharaon)
- 1998: Bela Donna jako Mãe Ana
- 1999: Ombre (TV) jako Kalantan
- 2000: Eu Não Conhecia Tururu jako Eleonora Soares Barbosa
- 2000: Un bacio nel buio (TV) jako Aldina
- 2003: Cattive inclinazioni jako Mirta Valenti
- 2005: La notte breve (TV) jako sędzia
- 2018: Jak nazywa się teraz ten kraj? (What’s This Country Called Now?, krótkometrażowy) jako arcyksiężna Zofia
- 2019: Magari jako Olga

### Seriale
- 1984: Ośmiornica (La piovra) jako hrabina Olga Camastra
- 1986: Ośmiornica (La piovra) jako Olga Camastra
- 1995: Ośmiornica (La piovra) jako Olga Camastra

## Nagrody i nominacje
| Rok  | Nagroda                                        | Kategoria                      | Film                                                       | Rezultat  |
| ---- | ---------------------------------------------- | ------------------------------ | ---------------------------------------------------------- | --------- |
| 1969 | Nagroda Złotego Globu we Włoszech              | Najlepsza nowa aktorka         | Miłosny krąg (1969)                                        | Wygrana   |
| 1969 | David di Donatello                             | Złoty Talerz                   | Dziewczyna raczej skomplikowana (1969) Miłosny krąg (1969) | Wygrana   |
| 1971 | David di Donatello                             | Najlepsza aktorka              | Anonimowy wenecjanin (1970)                                | Wygrana   |
| 1973 | David di Donatello                             | Najlepsza aktorka              | Drodzy rodzice (1972)                                      | Wygrana   |
| 1975 | Stowarzyszenie Nowojorskich Krytyków Filmowych | Nagroda dla Najlepszej Aktorki | Krótkie wakacje (1973)                                     | Wygrana   |
| 1975 | Stowarzyszenie Krytyków Filmowych Los Angeles  | Najlepsza aktorka              | Krótkie wakacje (1973)                                     | Wygrana   |
| 1999 | Brazylijska nagroda kinowa Guarani             | Najlepsza aktorka drugoplanowa | Bella Donna (1998)                                         | Nominacja |
| 2000 | Festival de Gramado                            | Najlepszy film                 | Eu Não Conhecia Tururu (2000)                              | Nominacja |